# Пуэрто-Рико на летних Олимпийских играх 2008
Пуэрто-Рико принимало участие в Летних Олимпийских играх 2008 года в Пекине (Китай) в шестнадцатый раз за свою историю, но не завоевало ни одной медали. Сборную страны представляли 17 мужчин и 5 женщин.